# Cutie Mark Crusaders
Le Cutie Mark Crusaders sono, nella serie My Little Pony - L'amicizia è magica, un club formato dalle tre puledrine Apple Bloom, Scootaloo e Sweetie Belle. Le tre hanno fondato il gruppo sulla caratteristica comune di essere prive di cutie mark (il caratteristico simbolo che compare sui fianchi di un pony quando questo realizza quale sia il proprio talento speciale), con l'obiettivo di aiutarsi vicendevolmente a trovare la propria vocazione e ottenere l'agognato simbolo.
Anche dopo il conseguimento del proprio cutie mark, le tre Crusaders decidono di mantenere la propria denominazione, con il nuovo obiettivo di aiutare gli altri pony nella ricerca del proprio talento.
Oltre ai membri fondatori, il club conta tra i suoi membri anche Babs Seed, cugina di Apple Bloom proveniente da Manehattan, Gabby di Griffonstone e Trouble Shoes di Appleloosa.

## Storia del gruppo
Sebbene le tre puledrine fondatrici facciano amicizia durante la festa di compleanno di Diamond Tiara, appaiono per la prima volta nel primo episodio della serie, dove sono vicine tra loro e spaventate per via di Nightmare Moon. Appena fatta amicizia, le tre decidono di costituire una sorta di società segreta che permetta loro di aiutarsi a vicenda per ottenere il loro cutie mark. Il nome Cutie Mark Crusaders viene scelto su suggerimento di Apple Bloom. Come luogo di ritrovo per il loro club Applejack dona alle puledrine la sua vecchia casa sull'albero, che viene poi ristrutturata da Apple Bloom.
Nella terza stagione entra a far parte del gruppo anche Babs Seed, cugina di Apple Bloom proveniente da Manehattan, anch'essa senza cutie mark, che in seguito deciderà di fondare il gruppo delle Cutie Mark Crusaders di Manehattan. Babs è la prima Crusader a ottenere il cutie mark.
Durante la quinta stagione le tre aiutano Diamond Tiara (la quale, dopo aver perso le elezioni di presidente di classe, desidera utilizzare il suo talento di leader per qualcos'altro) a fare la scelta giusta e a convincerla a usare le sue capacità nel modo corretto. In questo modo, le tre si rendono conto che forse dovrebbero smettere di sforzarsi troppo di ottenere i loro cutie mark, e aiutare piuttosto gli altri pony a trovare il proprio; in questo momento, le tre ottengono finalmente i loro cutie mark, con grande orgoglio delle loro sorelle e di tutta Ponyville.
A seguito di questo avvenimento, le Cutie Mark Crusaders si dedicano a tempo pieno ad aiutare gli altri pony a trovare il significato del proprio cutie mark, il che fa guadagnare loro una certa fama in tutta Ponyville. In un'occasione, le tre puledre aiutano persino un grifone femmina, Gabby, a cercare di ottenere un cutie mark (per quanto sia attestato che i grifoni non possono averne uno). Grazie ai loro sforzi, Gabby, pur rimanendo priva di cutie mark, troverà la propria vocazione nell'aiutare gli altri, il che le varrà l'ingresso nelle Cutie Mark Crusaders.

## I membri

### Apple Bloom
Apple Bloom è la sorella minore di Applejack. All'inizio si trova molto a disagio a dover stare in una classe in cui tutti hanno il cutie mark; quando però fa amicizia con Scootaloo e Sweetie Belle riesce a superare le sue vergogne fondando assieme a loro il gruppo delle Cutie Mark Crusaders. È molto vivace, testarda e con voglia di fare, e ha dimostrato di essere molto brava nei lavori manuali.

### Scootaloo
Scootaloo è una piccola pegasus pony (non ancora in grado di volare). È una grande ammiratrice di Rainbow Dash, tanto che in un episodio dichiara di voler essere la sua sorellina minore; Rainbow Dash le promette allora che la tratterà in tal modo, prendendola "sotto la sua ala". Ha un innato talento nel compiere acrobazie sul suo monopattino ed è abile nella danza acrobatica. È una pony molto attiva e vitale, con un carattere alquanto diretto e che aspira a emulare quello di Rainbow Dash.

### Sweetie Belle
Sweetie Belle è una piccola pony unicorno e la sorella minore di Rarity. Litiga spesso con sua sorella poiché vorrebbe essere come lei, ma si nota chiaramente che il suo talento innato non è l'essere stilista bensì il canto. Essa però non vuole dimostrarlo, perché crede di dover essere come sua sorella e per vergogna di mostrarsi davanti al pubblico. Inizialmente incapace nell'utilizzo della magia, apprende a usarla solo nella quarta stagione grazie agli insegnamenti di Twilight Sparkle. È anche la più timida e la più sensibile del gruppetto.

### Babs Seed
È una delle cugine di Apple Bloom, proveniente da Manehattan. Inizialmente presa di mira da bulli nella sua città per il fatto di non possedere ancora un cutie mark, viene a Ponyville per distrarsi, ma dopo aver fatto conoscenza con Diamond Tiara e Silver Spoon, decide di diventare come loro per paura di essere presa nuovamente di mira. In seguito ad uno scherzo delle altre tre, tuttavia, Babs capisce di essersi comportata male e anche loro capiscono di essere state un po' troppo dure con lei. Dopo questo, infatti, lei dichiara di voler entrare a far parte delle Cutie Mark Crusaders e di voler portare questo gruppo anche nella sua città, costituendo il gruppo delle Cutie Mark Crusaders di Manehattan.
Babs è la prima tra le Cutie Mark Crusaders a ottenere il proprio cutie mark (un paio di forbici).